# Clay Evans
Clayton Evans, detto Clay (El Bagic, 28 ottobre 1953), è un ex nuotatore canadese.
Specializzato nei misti, ha vinto la medaglia d'argento nella staffetta 4x100 m misti alle Olimpiadi di Montréal 1976.

## Palmarès
- Olimpiadi

Montréal 1976: argento nella staffetta 4x100 m misti.
- Giochi panamericani

1979 - San Juan: bronzo nei 100 m farfalla.